# アンデッド・ナイト
アンデッド・ナイトは、日本のテーブルトークRPGソード・ワールドRPGに登場するアンデッドモンスター。リプレイ作品、ソード・ワールドRPGリプレイ第3部にて初登場を果たし、以後後続の小説作品、リプレイで度々取り上げられた。

## 概要
中身のない錆付いた甲冑の中に赤い目が光っているという姿をしており、両手に持った大剣と精神力を奪い取る効果を持った視線で敵を攻撃する。これらの攻撃によって死亡した者はワイトとなってアンデッド・ナイトの僕となる。同じ特殊能力を持つワイトより遥かに強力であり、閉鎖空間や孤立した場所で登場した場合、極めて恐ろしい存在である。

## 経緯
「亡者の村に潜む闇」後編にてファラリスの高司祭とともに登場した。活動開始は前編最初からであり、前編の段階ですでにその存在は明示されている。
なお、この事件で誕生したモケケピロピロとはこのアンデッド・ナイトを指すと言う説が一部に存在する。
かつてなく凄惨、悲惨なリプレイシナリオとなったこの一件で知名度を上げ、ソードワールド独自のアンデッドとしての地位を固めたか、のちにソード・ワールドRPGシアター第一回「帰ってきたドラゴン」にて古代王国人が変化したアンデッド・ナイトが登場。新ソードワールドRPGリプレイ、同NEXTにおいては「新しいモンスターを登場させず、すでにあるモンスターをデータ改良して使う」ことの一例として数度にわたり使われている（強化ワイト、劣化アンデッド・ナイト）。
またアンデッド・ナイトになるための古代語魔法の呪文についても読者間でさかんに議論され、「アンデッド・ナイト」という同名の古代語魔法を製作した読者も現われて、「死霊魔術の奥義=バンパイアになる呪文」というこれまでの認識を覆す役割も果たしつつある。

## 註
1. ↑  亡者の村に潜む闇、帰ってきたドラゴン参照